# Lambis arachnoides
Lambis arachnoides (nomeada, em japonês, ツヤムカデ = Tsuya-mukade) é uma espécie de molusco gastrópode marinho pertencente à família Strombidae. Foi classificada por Tokio Shikama em 1971, sendo encontrada no Indo-Pacífico, mais especificamente do Japão até o Sudeste Asiático; incluindo o mar da China Meridional, Malásia, Indonésia e Filipinas.

## Descrição da concha
Conchas chegando a 26 centímetros de comprimento, quando desenvolvidas, dotadas de espiral baixa, com projeções espiniformes mais ou menos curtas e em número de 6, 7, 8 ou 9, em seu lábio externo. Sua coloração é creme ou amarelada, sem manchas castanhas; também apresentando nódulos na superfície de sua última volta. No interior de sua abertura e em sua columela as tonalidades variam entre o rosa, laranja-amarelado e salmão.

## Etimologia dearachnoides
A etimologia de arachnoides provém do latim arachnoid, derivado do grego arakhnoeides, com o significado de algo "semelhante a uma teia de aranha".